# 톰 크루즈
토머스 크루즈(영어: Thomas Cruise, 출생명은 토머스 크루즈 메이포더 4세(영어: Thomas Criuse Mapother IV), 1962년 7월 3일 ~ )는 미국의 배우이자 영화 제작자이다.

## 생애
크루즈는 고등학교에 재학 중에 연기를 시작하였고 1981년 《끝없는 사랑》으로 데뷔하였다. 뛰어난 외모와 연기력으로 1980년대를 거쳐 《탭스》(1981)와 《아웃솔져스》(1982) 등과 같은 작품에서 인상적인 '청년' 역할을 하였다. 크루즈의 첫 성공은 코미디 영화 《리스키 비지니스》(1983)이었다. 그는 군사 영화 《탑건》(1986)에서 스타가 되었다. 그는 《컬러 오브 머니》(1986), 《7월 4일생》(1989), 《뱀파이어와의 인터뷰》(1994)에서 색다른 인물을 연기하였다. 그의 다른 출연작으로는 《작전명 발키리》,《어 퓨 굿 맨》(1992), 《더 펌》(1993), 《제리 맥과이어》(1996), 《매그놀리아》(1999), 《아이즈 와이드 셧》(1999), 《마이너리티 리포트》(2002), 《라스트 사무라이》(2003),《콜래트럴》(2004), 《우주전쟁》(2005)과 《발키리》(2008) 등이 있다. 또한 1996년에는 액션 영화 《미션 임파서블》과 2000, 2006, 2011, 2015년에 그 속편들에 출연하였다. 2006년 크루즈와 그의 제작 파트너는 1919년에 창시된 유나이티드 아티스츠의 담당을 맡았고, 2008년 크루즈는 그 제작사의 단독 소유자가 되었다.

## 출연 작품
- 《생도의 분노》 (1981)
- 《탑건》 (1986)
- 《칵테일》 (1988)
- 《레인 맨》 (1988)
- 《7월 4일생》 (1989)
- 《폭풍의 질주》 (1990)
- 《파 앤드 어웨이》 (1992)
- 《어 퓨 굿 맨》 (1992)
- 《야망의 함정》 (1993)
- 《뱀파이어와의 인터뷰》 (1994)
- 《미션 임파서블》 (1996) - 에단 헌트 역
- 《제리 맥과이어》 (1996)
- 《아이즈 와이드 셧》 (1999)
- 《매그놀리아》 (1999)
- 《미션 임파서블 2》 (2000) - 에단 헌트 역
- 《바닐라 스카이》 (2001)
- 《마이너리티 리포트》 (2002)
- 《라스트 사무라이》 (2003)
- 《콜래트럴》 (2004)
- 《우주 전쟁》 (2005)
- 《미션 임파서블 3》 (2006)
- 《작전명 발키리》 (2008) - 클라우스 폰 슈타우펜부르크 대령 역
- 《어거스트》 (2008)
- 《나잇 & 데이》 (2010)
- 《미션 임파서블: 고스트 프로토콜》 (2011) - 에단 헌트 역
- 《락 오브 에이지》 (2012)
- 《잭 리처》 (2012)
- 《오블리비언》 (2013)
- 《엣지 오브 투모로우》 (2014)
- 《미션 임파서블: 로그네이션》 (2015) - 에단 헌트 역
- 《잭 리처: 네버 고 백》 (2016)
- 《미이라》 (2017)
- 《아메리칸 메이드》 (2017)
- 《미션 임파서블: 폴아웃》 (2018) - 에단 헌트 역
- 《탑건: 매버릭》 (2022) - 매버릭 역
- 《미션 임파서블: 데드 레코닝》 (2023) - 에단 헌트 역
- 《미션 임파서블: 파이널 레코닝》 (2025) - 에단 헌트 역
- 《주디》 (2026)

## 수상 경력
- 1986년 브라보오토어워즈 남자배우상
- 1987년 브라보오토어워즈 남자배우상
- 1987년 쇼웨스트어워즈 특별상
- 1988년 캔자스시티비평가협회상 남우조연상
- 1989년 브라보오토어워즈 남자배우상
- 1989년 제2회 시카고비평가협회상 남우주연상
- 1990년 제47회 골든글로브시상식 드라마부문 남우주연상
- 1990년 제16회 피플스초이스어워즈 가장좋아하는 남자배우상
- 1990년 브라보오토어워즈 남자배우상
- 1993년 브라보오토어워즈 남자배우상
- 1994년 제20회 피플스초이스어워즈 가장좋아하는 드라마틱한 배우상
- 1994년 헤이스푸딩 씨어티어어워즈 올해의 남성상
- 1995년 제15회 골든라즈베리시상식 최악의 커플상
- 1996년 브라보오토어워즈 남자배우상
- 1996년 아메리칸 시네마더큐어 어워즈 갈라 트리뷰트상
- 1996년 제1회 새틀라이트시상식 코미디부문 남우주연상
- 1997년 제68회 미국비평가협회상 남우주연상
- 1997년 온라인영화&텔레비전협회상 뮤지컬/코미디부문 남우주연상
- 1997년 제54회 골든글로브시상식 뮤지컬/코미디부문 남우주연상
- 1997년 제6회 MTV영화제 최고의 남자배우상
- 1997년 블록버스터엔터테인먼트어워즈 코미디/로멘스부문 가장좋아하는 남자배우상
- 1999년 어워즈 씨어큐트 커뮤니티 어워즈 남우조연상
- 1999년 제12회 시카고비평가협회상 남우조연상
- 2000년 온라인영화&텔레비전협회상 남우조연상
- 2000년 제57회 골든글로브시상식 남우조연상
- 2000년 블록버스터엔터테인먼트어워즈 드라마부문 가장좋아하는 남자조연배우상
- 2001년 제10회 MTV영화제 최고의 남자배우상
- 2001년 니켈로디언 키즈 초이스 어워즈 원네이브상
- 2001년 제27회 새턴 어워즈 최우수남우주연상
- 2003년 SFL 어워즈 올해의 배우상
- 2003년 엠파이어어워즈 남우주연상
- 2004년 에마어워즈 영화부문 남자배우상
- 2004년 프리덤 메델 오브 바울러상
- 2005년 제10회 크리틱스초이스 최고의 배우상
- 2005년 제14회 MTV영화제 mtv제너레이션상
- 2005년 BAFTA 로스엔젤레스 브리타니아 어워즈 우수배우상
- 2005년 다비드 디 도나텔로 어워즈 스페셜 데이비드상
- 2007년 밤비어워즈 특별상
- 2010년 네셔널무비어워즈 무비스타상
- 2014년 엠파이어어워즈 레전드상
- 2018년 제38회 골든라즈베리시상식 최고의 남우주연상

## 한국 방문 사례
톰 크루즈가 한국에 최초로 방문한 것은 2000년 6월 오우삼과 함께 《미션 임파서블 2》의 홍보를 위해 처음으로 내한하였다. 2001년에는 자가용 항공기로 인천국제공항을 통해 입국, 영화 《바닐라 스카이》의 홍보를 목적으로 한 적이 있는 등 한국을 방문하는 성과가 매우 높은 것으로 드러난다.

## 같이 보기
- 마일스 피셔